# Stater (jednostka)

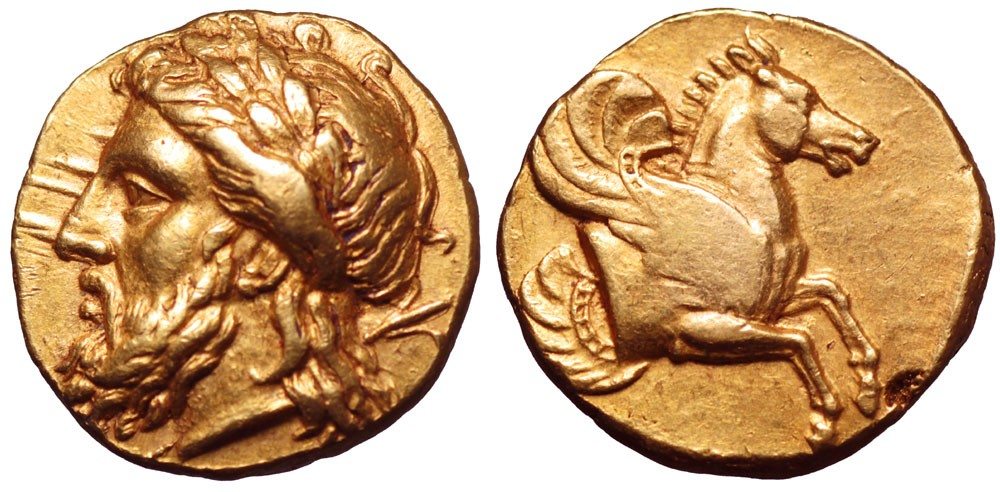
Złoty stater myzyjskiego Lampsakos

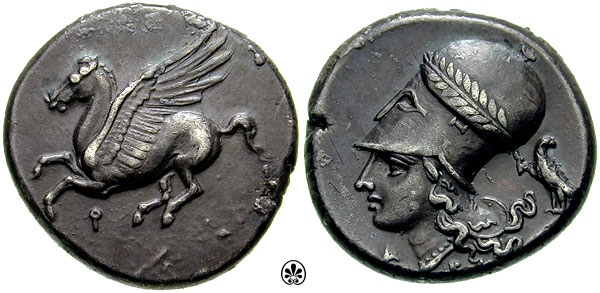
Srebrny stater Koryntu (ok. 345–307 p.n.e.)

Stater (stgr. στατήρ) – grecka jednostka wagowa i monetarna, o zróżnicowanej masie i wartości zależnie od obowiązującego systemu.
Greckie określenie i odpowiednik szekiela, równowartość 1/50 miny. Jako moneta stater bity był ze złota, srebra i elektronu. Złoty i elektronowy stater miał wartość 20 drachm, srebrny był na ogół odpowiednikiem tetradrachmy (4 drachm), z wyjątkiem Eginy, gdzie miał równowartość 2 drachm. Do rzadko emitowanych należały podwójne statery (distatery).
W systemie: 
- lidyjskim złoty stater odpowiadał 8,1 grama kruszcu, a srebrny – 11,2 grama,
- milezyjskim srebrny – to 14 gramów,
- fenickim – 12,57 grama,
- eubejskim (attyckim) jako tetradrachma – 17,45 grama,
- egineckim –12,6 grama,
- korynckim – 8,6 grama,
- fokejskim – 16,5 grama.